# Nhandumirim

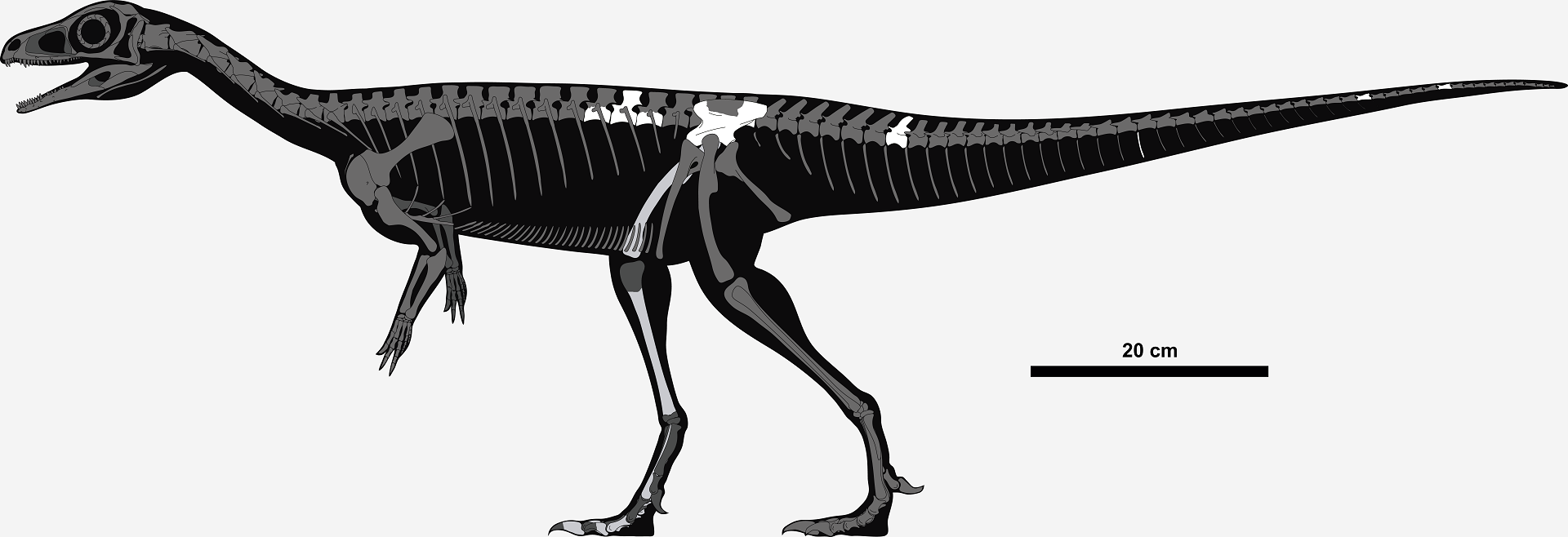
Nhandumirim als sauropodomorf

Nhandumirim waldsangae is een dinosauriër die tijdens het late Trias leefde in het gebied van het huidige Brazilië.

## Vondst en naamgeving
Op de Waldsanga of Cerro da Alemoa-vindplaats bij Santa Maria in Rio Grande do Sul, waar al sinds het begin van de twintigste eeuw veel fossielen gevonden zijn, werd het skelet opgegraven van een kleine dinosauriër.
In 2019 werd de typesoort Nhandumirim waldsangae benoemd en beschreven door Júlio Cesar de Almeida Marsola, Jonathas Souza Bittencourt, Richard J. Butler, Átila Augusto Stock Da Rosa, Juliana Manso Sayão en Max Cardoso Langer. De geslachtsnaam is een combinatie van het Tupi-Guarani nhandu, "nandoe" en mirim, "klein", als verwijzing naar de kleine lichaamsomvang en de rennende levenswijze. De soortaanduiding verwijst naar Waldsanga.
Het holotype, LPRP/USP 0651, is gevonden in de Alemoa-afzetting van de Santa Maria-formatie die dateert uit het Carnien en ongeveer 233 miljoen jaar oud is. Het bestaat uit een gedeeltelijk skelet zonder schedel. Bewaard zijn gebleven: drie achterste ruggenwervels, twee sacrale wervels, zeven wervels uit de basis, met midden en het achterstuk van de staart, een chevron, een rechterdarmbeen en de rechterachterpoot. Het skelet lag niet in verband. De fossielen zijn aangetroffen op een oppervlakte van een halve bij een halve meter. Het betreft een onvolgroeid dier met een leeftijd, gezien de groeiringen, van minstens drie jaar.

## Beschrijving

### Grootte en onderscheidende kenmerken
Het holotype van Nhandumirim heeft een lichaamslengte van ongeveer een meter.
De beschrijvers wisten enkele onderscheidende kenmerken vast te stellen. Het zijn autapomorfieën, unieke afgeleide eigenschappen, voor alle Dinosauromorpha van het Trias. De voorste staartwervels hebben scherpe kielen op de onderzijde. Bij het achterblad van het darmbeen beslaat de groeve voor de aanhechting van de Musculus caudofemoralis brevis minder dan driekwart van de lengte van de onderzijde. Bij het dijbeen is de trochanterstijl kort, een stuk lager eindigend dan het niveau van de dijbeenkop. De onderzijde van het scheenbeen heeft een overdwars brede verheffing op de voorkant, naast een bijlvormig beenblad op de achterste buitenzijde. De onderkant van het kuitbeen heeft een halfcirkelvormig facet dat naar voren en binnen gericht is, vermoedelijk als raakvlak met de buitenzijde van de opgaande tak van het sprongbeen. Het vierde middenvoetsbeen is recht.

### Skelet
De achterste ruggenwervels zijn relatief langwerpig. Het heiligbeen telt drie sacrale wervels. De eerste daarvan lijkt geen ingevangen ruggenwervel te zijn. Rug noch staart hebben een hyposfeen-hypantrum-complex van secundaire gewrichtsuitsteeksels. De gekielde voorste staartwervels zijn nogal afwijkend van het normale patroon. Oorspronkelijk zijn die bij Dinosauromorpha afgerond. Bij basale Theropoda of Sauropodomorpha hebben ze soms een lengtegroeve of hoogstens een paar richels achteraan maar nooit een scherpe lange kiel. De achterste staartwervels hebben korte gewrichtsuitsteeksels. Dat is een basaal kenmerk: bij theropoden zijn ze verlengd.
Het heupgewricht is doorboord, een synapomorfie van de Dinosauria. Het is echter erg hoog en dat is basaal; bij sauropodomorfen is het zelfs uitgesproken plat. Bij het darmbeen is er een "brevis fossa" in de onderzijde van het achterblad, een afgeleid kenmerk, maar het is opvallend kort, naar voren toe het heupgewricht lang niet rakend.
De achterpoot is langwerpig, met een gebogen dijbeen en een onderbeen dat langer is dan het dijbeen. Het dijbeen is typisch dinosaurisch met een duidelijke dijbeenkop, een bult op de voorste binnenzijde, een naar beneden aflopend raakvlak voor de antitrochanter, een trochanter major die onder een hoek afstaat, een vierde trochanter in de vorm van een richel en een kleine crista tibiofibularis. Met de autapomorfe beenstijl van de trochanter wordt niet de trochanter major bedoeld maar de centrale "dorsolaterale" kern van het bovenste buitenste dijbeen. De groeve op de bovenkant daarvan is matig diep, een basaal kenmerk, maar wel gekromd zoals bij theropoden. Het scheenbeen heeft een overdwars verbrede onderkant net als bij Ornithischia of Theropoda. Vroege sauropodomorfen hebben een meer vierkant profiel en Herrerasauridae een rond. Ook de rechthoekige beenplaat aan de zijkant is typisch voor theropoden. De opgaande tak van het sprongbeen past in een inkeping in het scheenbeen, iets wat ook bij theropoden en basale sauropodomorfen voorkomt. Het facet op het onderste kuitbeen lijkt in die vorm echt uniek te zijn. Het rechter vierde middenvoetsbeen is een erg basaal kenmerk. Bij dinosauriërs buigt het typisch onderaan naar buiten.

## Fylogenie
De fylogenetische positie van Nhandumirim is problematisch. Eén analyse vond de soort in de Theropoda, als zustersoort van de Neotheropoda. Een tweede vond drie posities als even waarschijnlijk: basaal in de Theropoda, basaal in de Saurischia of net buiten de Saurischia. De beschrijvers concludeerden dat het dier op zijn minst verwantschappen met de theropoden had. Als het een theropode is, is het de oudste die in 2019 uit Brazilië bekend was.
Een latere analyse uit 2019 vond hem als een lid van de Sauropodomorpha.